# .cr
.cr دامنه سطح بالای کد کشور (ccTLD) کاستاریکا است.

## دامنه های سطح دوم
- .ac.cr - دانشگاهی: دانشگاه ها
- .co.cr - تجاری
- .ed.cr - آموزش: کالج ها، دبیرستان ها و غیره
- .fi.cr - موسسات مالی مانند بانک ها و غیره.
- .go.cr - دولتی
- .or.cr - سازمان‌های غیرانتفاعی
- .sa.cr - موسسات مرتبط با سلامت.
- .cr - کاربردهای دیگر